# Aeroport Internacional d'Osaka
L'Aeroport Internacional d'Osaka (codi IATA: ITM, codi OACI: RJOO) (japonès: 大阪国際空港, Ōsaka Kokusai Kūkō) o també anomenat Aeroport Internacional d'Itami és el principal aeroport que dona servei a la regió de Kansai, incloent-hi les ciutats d'Osaka, Kyoto i Kobe.